# Premio Magritte per la migliore colonna sonora
Il Premio Magritte per la migliore colonna sonora (Magritte de la meilleure musique originale) è un premio cinematografico assegnato annualmente dall'Académie André Delvaux.

## Vincitori e candidati
I vincitori sono indicati in grassetto, a seguire gli altri candidati.

### Anni 2010-2019
- 2011: - Pierre Van Dormael - Mr. Nobody
  - Frédéric Vercheval - Diamond 13 (Diamant 13)
  - Bernard Plouvier - Panico al villaggio (Panique au village)
- 2012: - Bram Van Parys - Un'estate da giganti (Les géants)
  - Raf Keunen - Bullhead - La vincente ascesa di Jacky (Rundskop)
  - Frédéric Vercheval - Krach
- 2013: - François Petit, Michaël de Zanet, Coyote, Renaud Mayeur - Mobile Home
  - Arne Van Dongen - 38 testimoni (38 témoins)
  - DAAU/ Die Anarchistische Abendunterhaltung - L'Hiver dernier
- 2014: - Ozark Henry - Le monde nous appartient
  - Michelino Bisceglia - In nome del figlio (Au nom du fils)
  - Christophe Vervoort - Le Sac de farine
- 2015: - Soldout - Puppylove
  - Wim Willaert - Henri
  - Frédéric Vercheval - Sarà il mio tipo? (Pas son genre)
- 2016: - An Pierlé - Dio esiste e vive a Bruxelles (Le Tout Nouveau Testament)
  - Vincent Cahay - The Lonely Hearts Killers (Alleluia)
  - Frédéric Vercheval - Melody
- 2017: - Cyrille de Haes e Manuel Roland - Parasol
  - Hannes De Maeyer - Black
  - Catherine Graindorge - Le Chant des hommes
- 2018: - Jean-Luc Fafchamps - Insyriated
  - Frédéric Vercheval - A casa nostra (Chez nous)
  - Raf Keunen - Le Fidèle - Una vita al massimo (Le Fidèle)
- 2019: - Simon Fransquet - Au temps où les Arabes dansaient
  - Manuel Roland e Maarten Van Cauwenberghe - La part sauvage
  - Vincent Liben - Une part d'ombre

### Anni 2020-2029
- 2020: - Frédéric Vercheval - Doppio sospetto (Duelles)
  - Fabien Leclercq - Binti
  - Dan Klein - Cavale
  - Raf Keunen - Lola (Lola vers la mer)
- 2021 - Non organizzato a causa della pandemia di COVID-19 in Belgio
- 2022: Vincent Cahay - Adorazione (Adoration)
  - Loup Mormont - Ma voix t'accompagnera
  - DAAN - Rookie
- 2023: - Hannes De Maeyer, Oum e Aboubakr Bensaihi - Rebel
  - Vincent Cahay - Inexorable
  - Fabian Fiorini - La ruche
- 2024: Baloji - Augure - Ritorno alle origini (Augure)
  - Stéphanie Blanchoud, Benjamin Biolay e Jean-François Assy - La Ligne - La linea invisibile (La Ligne)
  - Thomas Turine - L'Autre Laurens
- 2025: Frédéric Vercheval - Green Border
  - Charles De Ville e Nelly Tungang - Sauvages
  - Casimir Liberski - L'art d'être heureux